# Érika de Souza
Érika Cristina de Souza (Rio de Janeiro, 9 de març de 1982) és una jugadora brasilera de bàsquet que ocupa la posició de pivot.
Va ser part de la Selecció femenina de bàsquet de Brasil amb la qual va aconseguir la medalla de bronze als Jocs Panamericans de 2011 a Guadalajara, Mèxic; a més, va rebre la medalla d'or al Campionat Sud-americà de Bàsquet femení adult realitzat a Colòmbia 2005 i al Paraguai 2006, i va ser vencedora al costat del seu equip del campionat preolímpic de les Amèriques realitzat a Mèxic 2003 i Colòmbia 2011. Va ser seleccionada de l'equip brasiler als Jocs Olímpics d'Atenes 2004, Londres 2012 i Rio 2016.
Érika va estar en la Lliga Femenina de Bàsquet d'Espanya de 2003 fins a 2012, guanyant sis edicions, 2004-05 (Barcelona), quatre entre 2006-07 i 2009-10 (Ros Casares València), i 2011-12 (Club Baloncesto Avenida). També va ser part de l'equip vencedor de l'Euroliga Femenina 2010-11.

## Estadístiques en competències FIBA
| Any           | Competència                                                 | PPJ  | RPJ  | APJ |
| ------------- | ----------------------------------------------------------- | ---- | ---- | --- |
| 2012          | Jocs Olímpics                                               | 16.2 | 8.8  | 2.4 |
| 2011          | Campionat FIBA Amèriques                                    | 16.2 | 8    | 1.8 |
| 2010          | Campionat mundial femení FIBA                               | 16.6 | 12   | 1.6 |
| 2006          | Campionat Mundial de Bàsquet femení                         | 5.7  | 3.8  | 0.2 |
| 2006          | Campionat Sud-americà de Bàsquet femení femení              | 19.6 | 12   | 0.6 |
| 2005          | Campionat FIBA Amèriques femení                             | 15.4 | 10.4 | 0.4 |
| 2004          | Jocs Olímpics                                               | 7    | 3.7  | 0.1 |
| 2004          | Torneig femení FIBA Diamond Ball                            | 2    | 6    | 0   |
| 2003          | Torneig classificatori femení panamericà per les olimpíades | 2.5  | 1    | 1.5 |
| 2002          | Campionat Mundial de Bàsquet femení                         | 4.5  | 4    | 0   |
| 2003          | Campionat Mundial de Bàsquet femení juvenil                 | 12.4 | 7.8  | 0.6 |
| 2001          | Campionat Mundial de Bàsquet femení junior                  | 16.1 | 10.9 | 0.1 |
| Mitjana total | Mitjana total                                               | 11.2 | 7.4  | 0.8 |
| Font: FIBA.   |                                                             |      |      |     |